# اسكواش في مصر
تعتبر لعبة الاسكواش رياضة شهيرة في مصر وذات تقليد طويل في البلاد منذ ثلاثينيات القرن الماضي، بتصنيف 8 لاعبين ضمن أفضل لاعبي اسكواش في العالم على رأسهم المصنف الأول عالميا محمد الشوربجي. ويعتقد أن الرئيس السابق حسني مبارك كان لاعبا متحمس لهذه الرياضة ما حدى به لإعطائها دفعة اهتمام قوية في التسعينات. كما قيل أن النجاح الحالي هو نتيجة للاستثمار في رياضة المجتمع المصري ككل.
اعتبارا من عام 2018، هيمن العديد من اللاعبين المصريين ذوي التصنيف العالمي على لعبة الإسكواش للرجال والسيدات.

## المسابقات الإحترافية
تقام كل عام العديد من مسابقات الاسكواش الاحترافية في مصر. وتعد بطولة الجونة الدولية وبطولات الإسكندرية الدولية أهم الأحداث المصرية في جدول جولات الاتحاد الدولي لمحترفي الاسكواش (بي إس أي العالمية) (PSA150).

## أفضل اللاعبين

أفضل اللاعبين المصريين عالميا
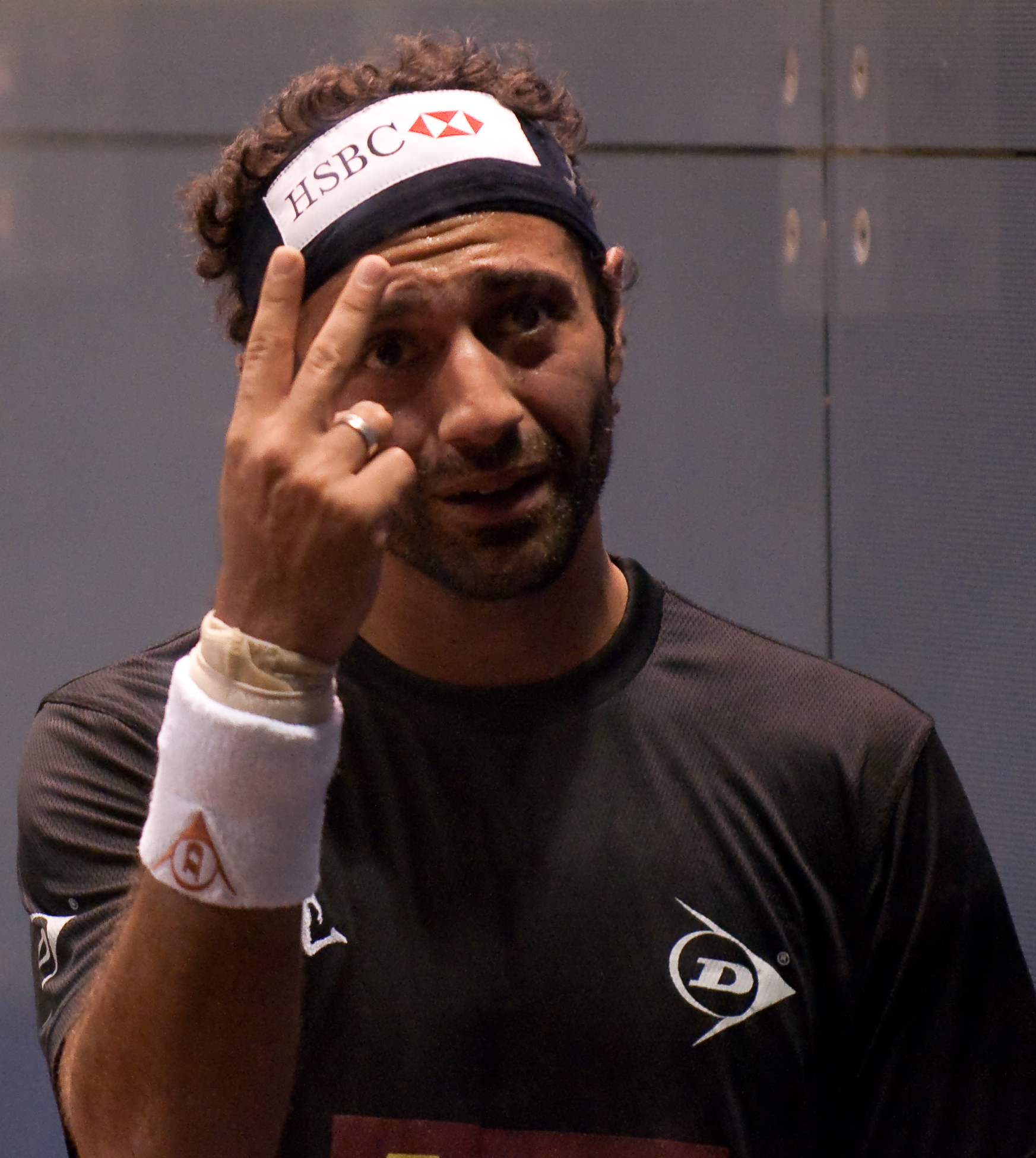
اللاعب العالمي السابق عمرو شبانة
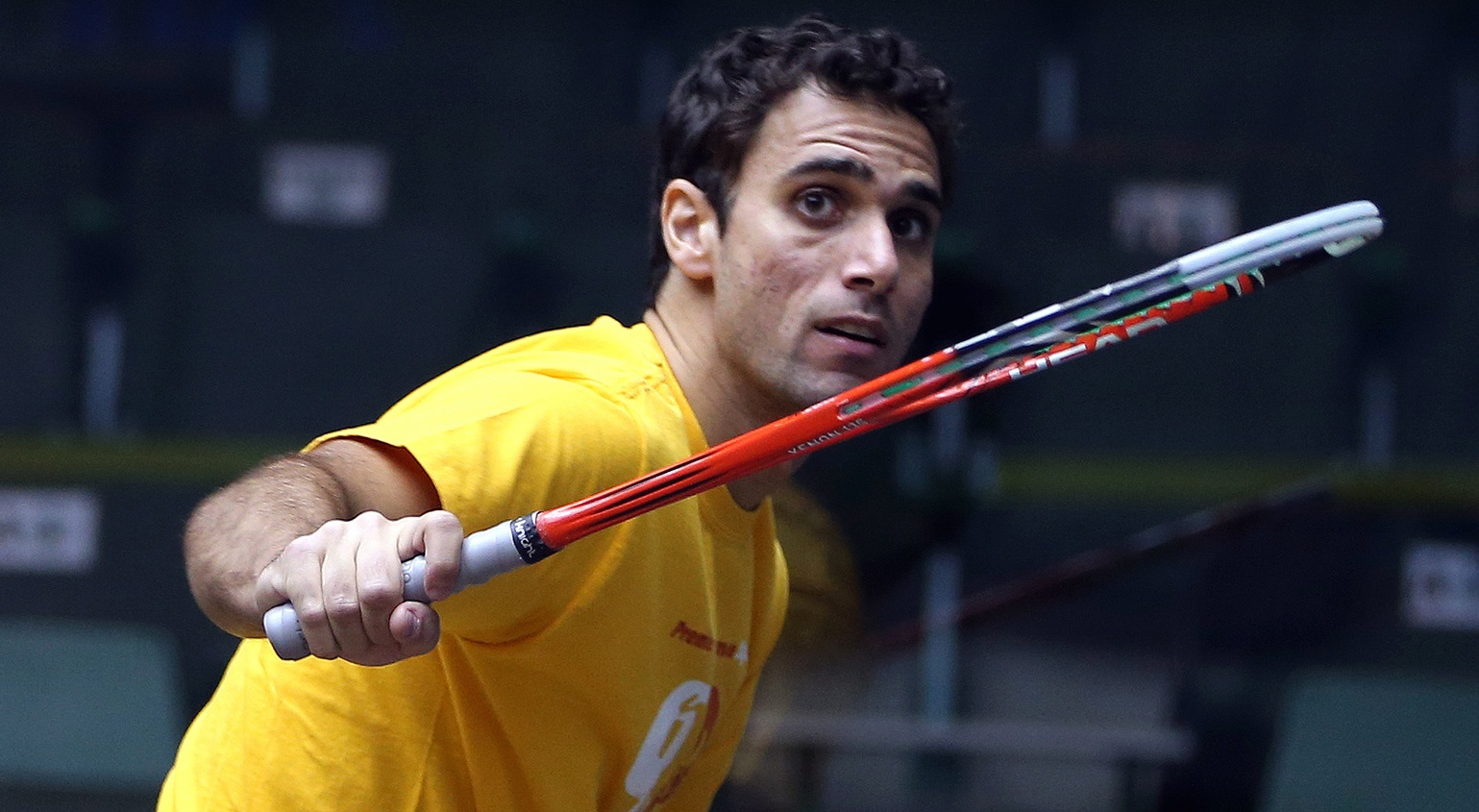
اللاعب العالمي السابق كريم درويش
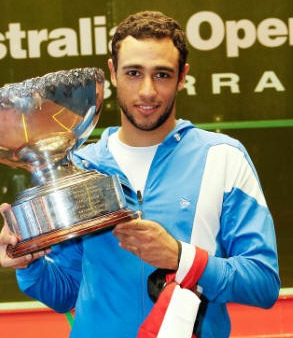
اللاعب العالمي المصنف الأول سابقا رامي عاشور
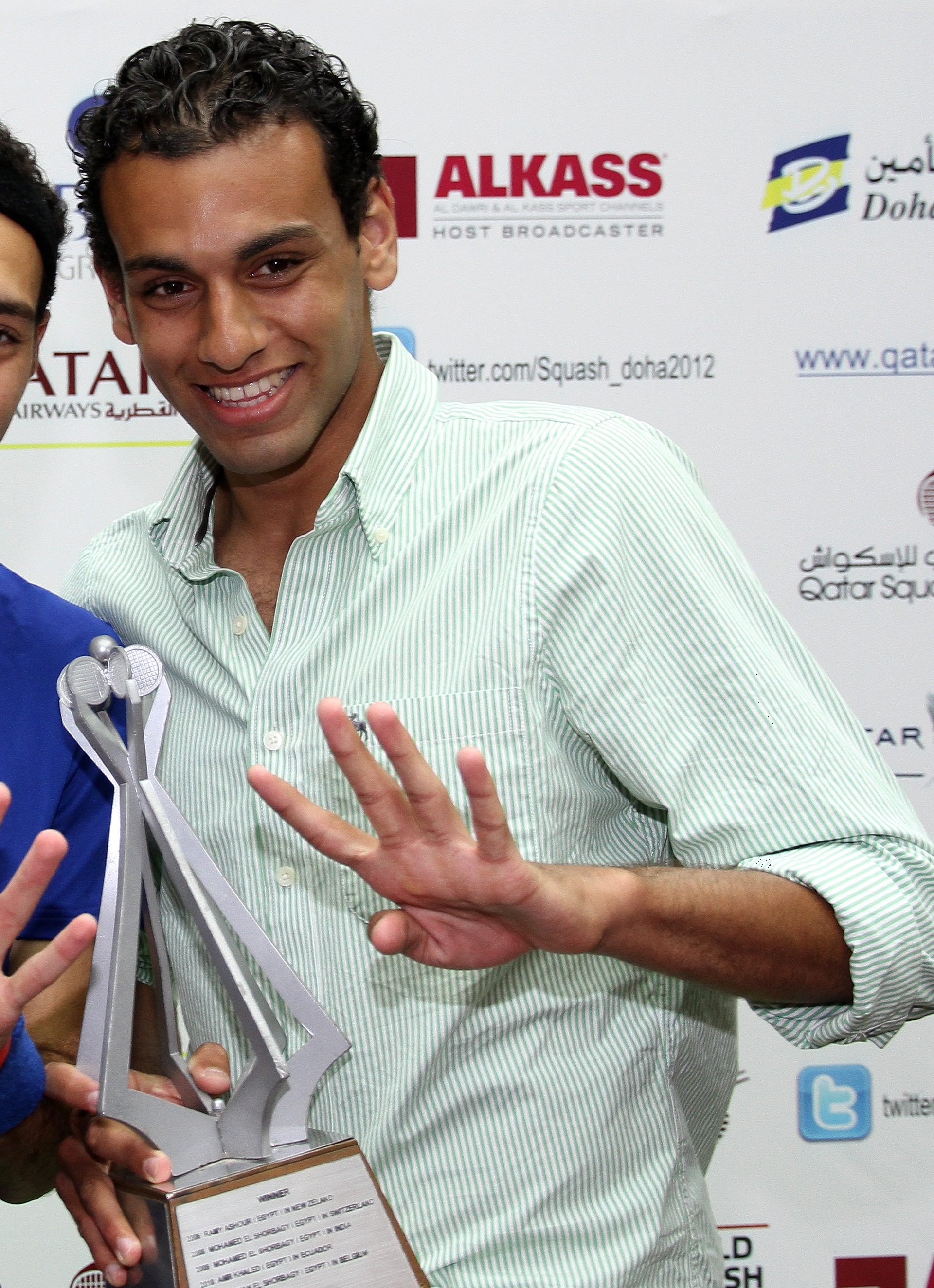
اللاعب الحالي المصنف الأول عالميا محمد الشوربجي
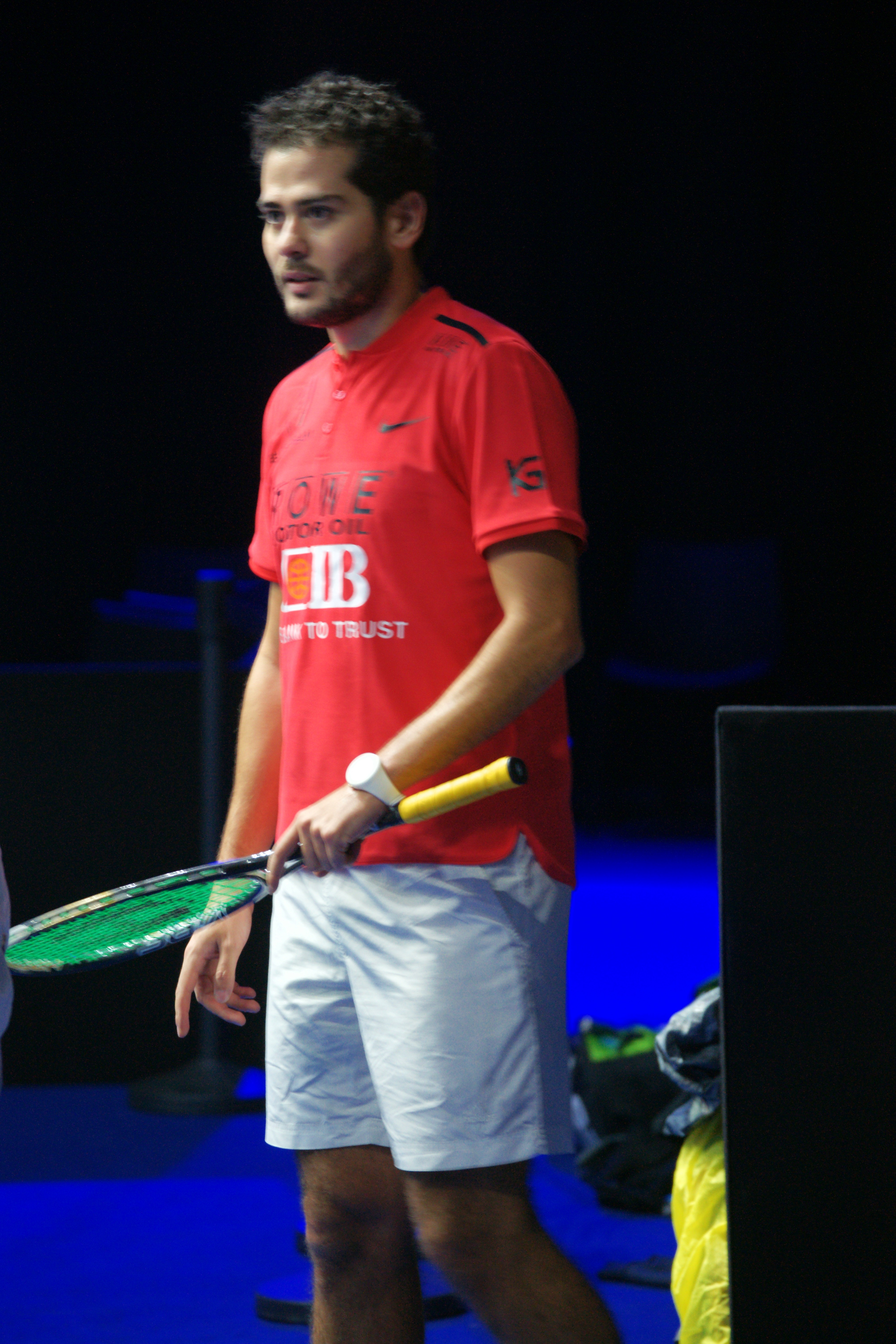
المصنف الاول عالميا سابقا كريم عبد الجواد
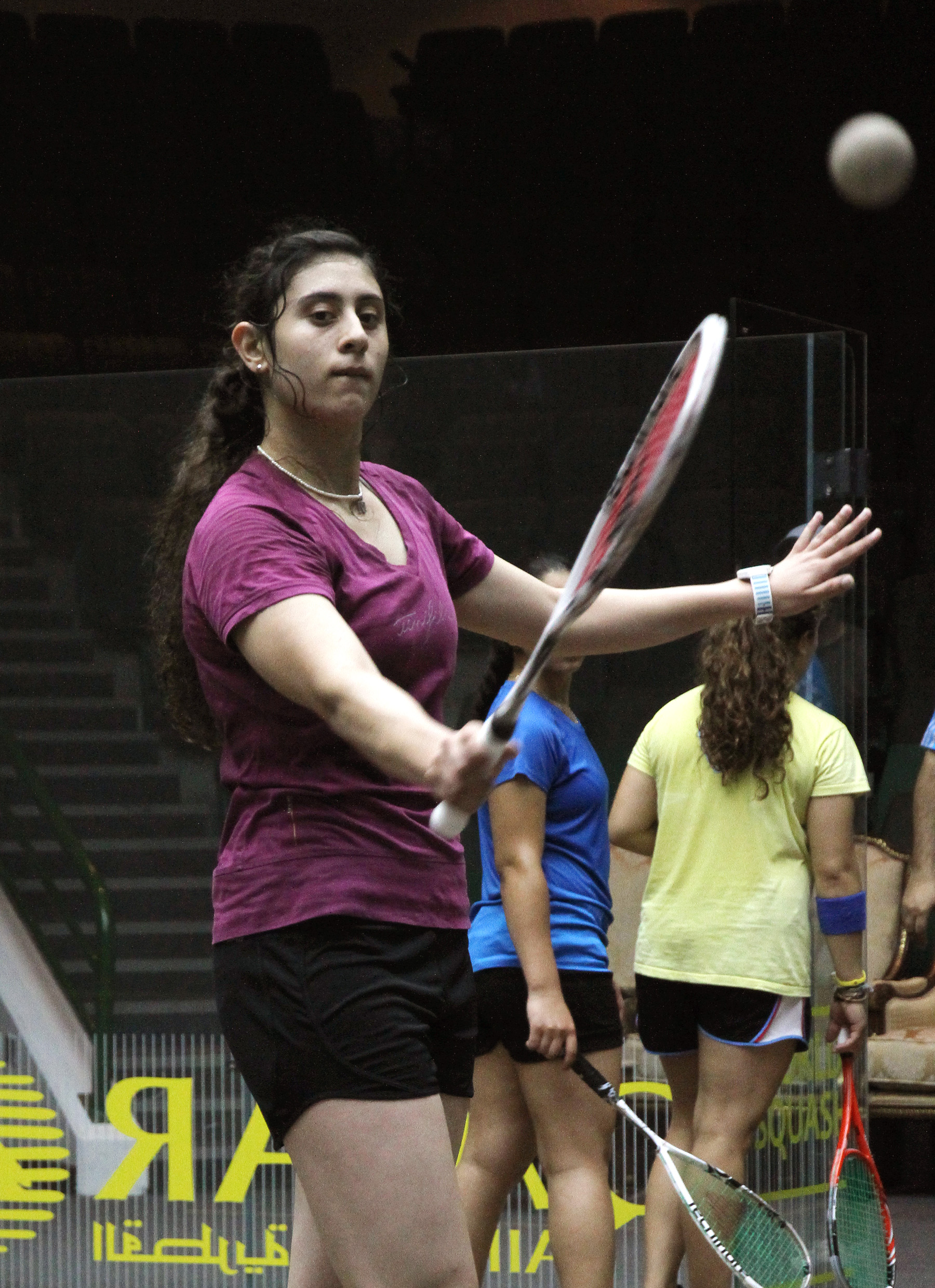
اللاعبة الحالية المصنفة الأولى عالميا نور الشربيني

اعتبارًا من أبريل 2018، اكتسحت مصر بهيمنة كاملة تقريبًا التصنيف العالمي، مع وجود 8 من أفضل 10 لاعبين ذكور في العالم و 4 من أفضل 10 لاعبات في العالم. وقد نجح الإخوة الشوربجي بشكل خاص حيث كان محمد ومروان يمثلان الرقمين العالميين 1 و 4.

### الرقم الأول عالميا
أنتجت مصر العديد من الأرقام الأولى عالميا:
- رجال:
  - عمرو شبانة
  - كريم درويش
  - رامي عاشور
  - محمد الشوربجي
  - كريم عبد الجواد
- نساء:
  - رنيم الوليلي
  - نور الشربيني

### اللاعبون الأعلى رتبة
اعتبارًا من أبريل 2018 ، كان أبرز لاعبي الاسكواش المصريين هم:
- رجال:[5]
  - محمد الشوربجي (1)
  - علي فرج (2)
  - مروان الشوربجي (4)
  - طارق مؤمن (5)
  - كريم عبد الجواد (7)
  - رامي عاشور (8)
  - محمد أبو النجار (10)
- نساء:[6]
  - نور الشربيني (1)
  - رنيم الوليلي (2)
  - نور الطيب (3)
  - نوران جوهر (5)

## المنتخبات الوطنية
تتوفر مصر على منتخب مصر للاسكواش رجال ومنتخب مصر للاسكواش للسيدات يمثلانها في المسابقات الدولية.